# Křížová cesta (Telč)
Křížová cesta v Telči na Jihlavsku vede z města na severozápad, přibližně 2,5 kilometru směrem na Vanov. Spolu s kaplí, křížem a sochami je chráněna jako nemovitá Kulturní památka České republiky.

## Historie
Křížová cesta vedla kolem rybníků Nadymáku a Roštejna ke kapli svatého Karla Boromejského. Tvoří ji celkem osm zděných výklenkových kaplí a čtrnáct vyobrazení poslední Ježíšovy cesty. Na konci křížové cesty u kaple stojí Kříž a sochy svatého Jana Evangelisty, Panny Marie a svaté Máří Magdaleny. Donátorem byla hraběnka Františka Slavatová, autor stavby není znám.
Obrazy pro křížovou cestu byly poskytnuty z kaple svaté Panny Marie, kam byly vytvořeny obrazy nové.

### Kaple svatého Karla Boromejského
Kaple byla postavena v druhé polovině 17. století na místě, kde poslední z příslušníků rodu Slavatů Jan Karel Jáchym spadnul při lovu 13. října 1662 do vlčí jámy. Po své záchraně dal podnět ke stavbě kaple, donátorkou byla jeho matka.
Křížová cesta vedla v místech budoucího parku, založeného roku 1797 a pojmenovaného na počest nového majitele panství hraběte Leopolda Podstatzkého-Lichtensteina „Leopoldův park“. Později, po sňatku Rudolfa Habsburského se Stephanií Belgickou, byla hlavní lipová alej roku 1881 přejmenována na „Stromořadí korunního prince Rudolfa a princezny Štěpánky“. Dlouhý název se neujal, vžil se prostý název Lipky.